# Kim Chi-ha
Kim Ji-ha (Mokpo, 4 de febrero de 1941-Wonju, 8 de mayo de 2022) fue un poeta y dramaturgo surcoreano.

## Biografía
Nació con el nombre de Kim Yeongil el 4 de febrero de 1941 en Mokpo, provincia de Jeolla del Sur, Corea del Sur. En 1966 se graduó de Estética por la Universidad Nacional de Seúl. En marzo de 1963, bajo el sobrenombre de Kim Ji-ha, publicó el poema "Historia nocturna" (Jeonyeok iyagi) en la publicación Literatura de Mokpo.
Fue disidente bajo el régimen de Park Chung Hee y tomó el sobrenombre de Ji-ha porque en coreano significa subterráneo. Después de acusar al régimen de conseguir falsos testimonios con el uso de la tortura, fue sentenciado a muerte, pero se le conmutó por cadena perpetua. Finalmente fue puesto en libertad gracias al clamor popular. Cuando volvió a acusar al gobierno del uso de la tortura para conseguir confesiones en el caso del Partido Revolucionario del Pueblo en 1974, fue encarcelado y sentenciado a la pena de muerte de nuevo. Como católico, comparó el sufrimiento del pueblo coreano con el sufrimiento de Jesucristo.

## Obra
De su primera recopilación de poemas La Tierra amarilla a su colección de poesía lírica Mirando el campo estrellado, Kim Ji-ha ha mostrado una gran variedad literaria, incluyendo poemas líricos y narrativos, baladas, teatro y prosa. Sus obras cubren toda la gama del pensamiento religioso y filosófico coreano, desde la tradición donghak a la católica, jeungsangyo, budista avatamska, zen y maitreya.
La mayoría de sus poemas también presentan críticas satíricas de la sociedad. En "La Tierra amarilla" y "Con una sed ardiente", el poeta ofrece una mordaz diatriba de la sociedad a través de la poesía lírica. En baladas como "Los cinco bandidos" (Ojeok) y "Rumores sin fundamento", usa el ritmo del pansori y en ocasiones caracteres chinos poco conocidos para satirizar la corrupción de la gente en el poder. El ritmo del pansori está presente de nuevo en Una nube de lluvia en estos días de sequía, una colección de poemas narrativos que analizan la vida y la muerte de Choi Jeu. Comparado con sus obras anteriores, Ama a tu vecino se centra de forma más directa en la idea de amor romántico, lo que supone un punto de inflexión en la temática del poeta. Mirando el campo estrellado y La agonía del centro reflejan este cambio de temática en su contenido lírico y el intento de relacionarlo con el monólogo interior. Estas obras también tiene un fuerte trasfondo de romanticismo, pues se centra más en la conexión con la naturaleza en vez de en su descontento con la sociedad.
Su poesía de los años ochenta sufrió otra transformación. Distanciándose de la lucha del movimiento obrero dominante por aquella época, fue capaz de desarrollar una nueva perspectiva de la vida.
En su obra de teatro El Jesús con su corona de oro, un leproso, la casta más despreciada de Corea, se encuentra con Jesús en prisión. Jesús le dice que lo ayudará a liberarse. Al ayudar al pobre, su corona de oro desaparece y sus labios pueden moverse de nuevo.

## Premios y condecoraciones
- 1975 Premio Lotus de literatura[6]
- 1981 'Premio gran poeta' en la conferencia de poetas internacionales.[2]

## Obras
- La Tierra amarilla (Hwangto)
- Con una sed ardiente (Taneun mokmareumeuro)
- Sur (Nam)
- Ama a tu vecino 1-2 (Aerin 1-2)
- La montaña negra, la habitación blanca (Geomeun san hayan bang)
- Una nube de lluvia en este día seco (I gamun nare bigureum)
- Mi madre (Naui eomeoni)
- Mirando el campo estrellado (Byeolbateul ureoreumyeo)
- La agonía del centro (Jungsimui goeroum)
- Arroz (Bap)
- Canciones de los barcos del sur (Namnyeokttang baennorae)
- Sustento (Sallim)